# キム・キャンベル
アヴリル・フェイドラ・ダグラス・キャンベル（Avril Phaedra Douglas Campbell、1947年3月10日 - ）は、カナダの政治家、第19代首相（在任：1993年6月25日 - 11月4日）。カナダ初・唯一の女性首相である。

## 経歴
ブリティッシュコロンビア州ポート・アルバーニ生まれ。ブリティッシュコロンビア大学・大学院修了、ロンドン・スクール・オブ・エコノミクス博士課程中退。
1990年から1993年まで、カナダ初の女性司法大臣兼法務長官を務め、銃規制・性的暴行の分野における刑法改正案を監督した。
1993年退役軍人大臣、国防大臣に任命された。NATO加盟国初の女性国防大臣。
ブライアン・マルルーニーの後任としてカナダ初の女性首相となったが、就任した年の秋に行われた下院選挙で進歩保守党は169議席から2議席に激減する惨敗を喫し、キャンベル自身も落選。わずか半年足らずで政権を自由党のジャン・クレティエンに譲った。
2022年9月、キャンベルは他の元カナダ首相と共に、エリザベス2世女王の国葬に参列した。